# Cavapoo

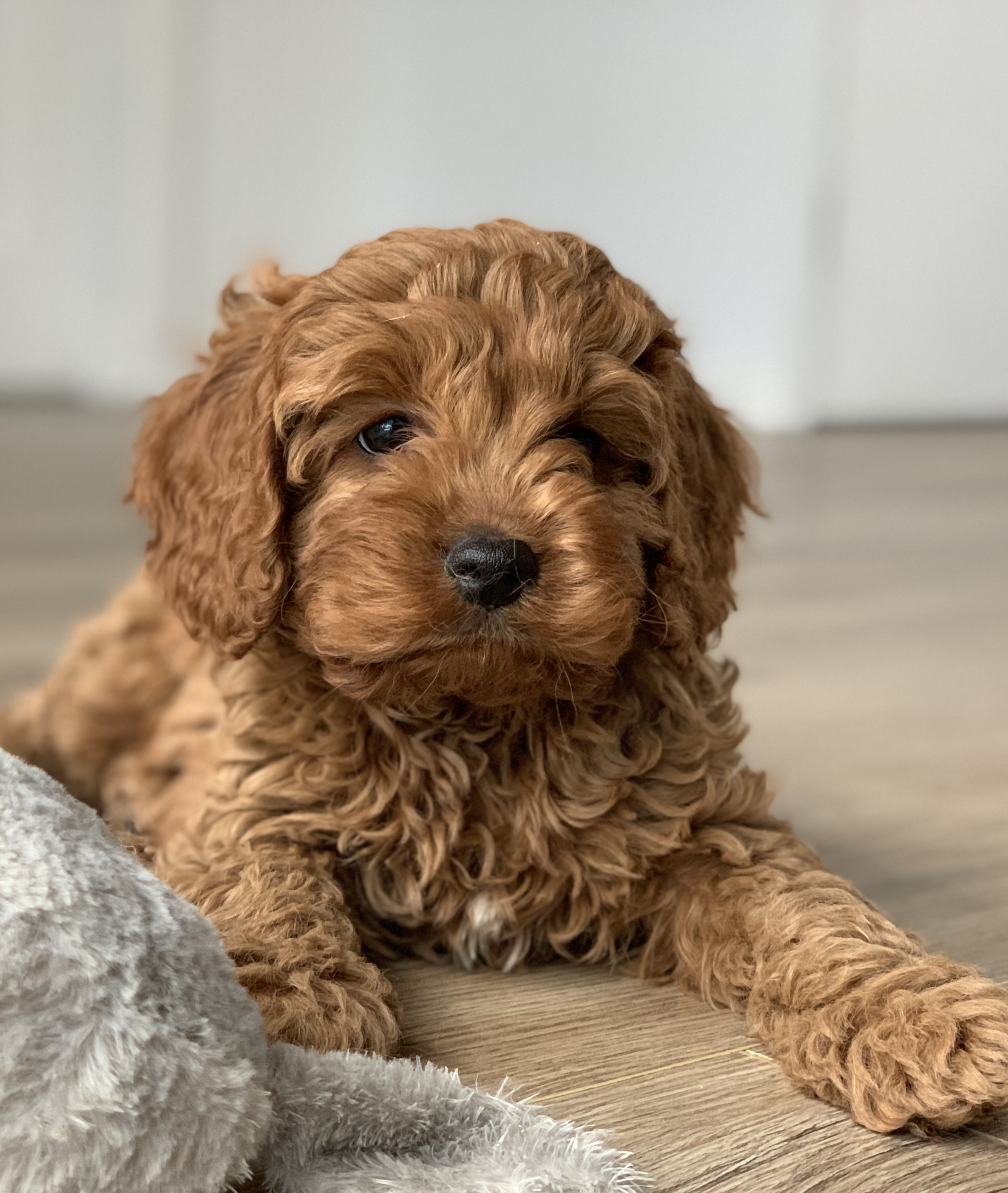
Cavapoovalp

Cavapoo eller cavoodle, är en blandrashund, en korsning mellan en dvärgpudel eller toypudel och en cavalier king charles spaniel. Storleken beror på om de korsats av en toypudel eller en dvärgpudel, i det förra fallet blir de cirka 28–35 cm höga, och i det senare 33–45 cm höga. Rasen har sitt ursprung i Australien och är inte erkänd ras av till exempel Svenska kennelklubben (SKK).
Cavapoo har en krullig och len päls som ofta skiftar mellan brun och beige. Svansen bärs ofta högt.

## Historik
Cavapoo har sitt ursprung i Australien, i likhet med många andra pudelblandningar, och avlades fram under 1990-talet. Syftet var att åstadkomma en allergivänlig familjehund.
År 2020 införskaffade Kronprinsessan Victoria en cavapoo vid namn Rio. Detta kritiserades av Svenska Kennelklubben, som vill motarbeta blandrasavel. Detta eftersom man inte med säkerhet kan berätta för köparen vilka potentiella sjukdomar eller gener hunden kommer att få vid förstagenerationsparningar.